# Gustav Fels
Gustav Richard Fels (* 23. Februar 1842 in Köthen (Anhalt); † 29. September 1922 auf Farm Ondekaremba bei Windhoek, Südwestafrika) war ein deutscher Verwaltungsjurist.
Nach dem Abitur studierte er an der  Universität Jena Rechtswissenschaft. 1861 wurde er im Corps  Thuringia Jena aktiv. Von 1880 bis 1884 war er Bürgermeister von Lehe, Provinz Hannover. Er starb mit 80 Jahren auf Farm Ondekaremba nahe Windhoek, der Hauptstadt des heutigen Namibia.